# Шаймарданов, Альфрид Муллахметович
Альфрид Муллахметович Шаймарданов (тат. Әлфрид Муллахмәт улы Шәймәрданов; род. 31 января 1961, Сабабаш, Сабинский район, Татарская АССР, РСФСР, СССР) — российский художник, работающий в стиле наивного искусства, член Союза художников России и Татарстана, Заслуженный деятель искусств Республики Татарстан.

## Биография
Родился 31 января 1961 в деревне Сабабаш Сабинского района ТАССР.
Детство и юность провел в г. Караганда, Казахстан. После окончания школы и прохождения службы на Северном флоте в 1983 году поступил в Ленинградский институт киноинженеров (ныне СПбГУКИТ) на факультет инженера-механика. После окончания института приехал в Казань. С 1988 по 1991 работал на Казанской студии кинохроники. С 1993 года профессионально занимается живописью, живет и работает в Казани.

## Творчество
Свою первую работу Шаймарданов написал в 1993 году и с тех пор полностью посвятил себя живописи.
Практически это был прыжок в бездну… Азы художественного ремесла постигал сам, если была возможность, советовался с художниками. Зная теоретически о существовании наивной живописи (как, впрочем, и о других направлениях), тем не менее начал как художник-абстракционист («Шар улетел» (1993), «Тоска зеленая» (1993), «Оверкиль» (1994)). Эти работы появились в очень сложный не только для страны, но  и для художника период, когда ему негде было не только писать картины, но и жить. Хотя стезя самодеятельного художника без специального образования предполагает любительские занятия этим делом в перерывах между основной работой, но начинающий неофит бросился в это как в омут с головой, поставив перед собой задачу – стать профессионалом. Стиль наивной живописи наиболее точно отражал желание художника выразить образно-символическую основу мира. Тогда и появились такие хрестоматийные работы как «Сальватор Дали в Казани» (1995), «Майя Плисецкая в Африке» (1995), «Бриджит Бардо – друг животных» (1995) и другие. Эти картины – начало формирования особой манеры А.Шаймарданова, в них сразу обозначилась особенность творчества художника, создающего собственную мифологию, которая очень специфична, ее творит человек, проросший корнями в городскую, «образованную» почву. Поэтому за наивностью форм в его картинах стоит лукавая философия жителя города, поглотившего массу окружающей информации. Художник воспринял ее с непосредственной детскостью во взгляде и иронией взрослого человека. Его работы складываются из высоких форм и жанров, перешедших в наивное искусство и образующих трогательный и самобытный мир. Считая своими учителями А.Руссо, Н.Пиросмани, И.Генералича, он также своеобразно осваивает окружающую его жизнь и духовную культуру. Фантасмагория происходящего в картинах сродни постмодернистскому абсурду сегодняшней действительности и родственна клиповой эстетике современного искусства. Внутри одного произведения идет диалог стилей. Художник создает фантастические связи изображаемых объектов с окружающей их действительностью.Ахметова Дина Ирековна – главный научный сотрудник, советник директора по национальному искусству Государственного музея изобразительных искусств Республики Татарстан.
Работы А.Шаймарданова находятся в Государственном музее изобразительных искусств Республики Татарстан, Национальном культурном центре «Казань» (Казань); Екатеринбургском музее изобразительных искусств; Музее русского лубка и наивного искусства (Москва); Музее органической культуры (Коломна); Картинной галерее г. Набережные Челны; Республиканском музее изобразительных искусств (Йошкар-Ола, Республика Марий Эл); фондах Творческого Союза художников России (Москва); в частных коллекциях России и Европы.
Лауреат Премии Российской Академии художеств и Министерства культуры РТ им. Н. И. Фешина (2018).
По мнению многих российских искусствоведов художник Альфрид Шаймарданов — современный классик наивного искусства.

## Выставки
Художник на протяжении всей творческой жизни активно принимал участие в выставочных проектах.
Его картины участвовали во Всемирной выставке наивного искусства «INSITA» в Братиславе в Словакии (1997), Международной биеннале карикатуры в Санта-Круз в Испании (2004), выставке наивного искусства в Риге в Латвии (2014), выставке наивного искусства в Кутна-Гора в Чехии (2016). Участник «Фестнаива» в 2004, 2013, 2017 гг. В 2017 г. участник выставки «Наив… Но» в Московском музее современного искусства и Международного выставочного проекта «Великий шелковый путь: Янцзы/Волга/Дунай» (РАХ и ТСХ России) в Харбине (КНР), Саратове, Москве, Братиславе (Словакия).
Основные персональные выставки: Галерея «Ренессанс», Национальный культурный центр «Казань» (1996), Казанский Горсовет депутатов (1997), Центральный Дом художника (Москва, 1998), Посольство ФРГ в РФ (Москва, 2005), Посольство Литовской республики в РФ (Москва, 2007), Посольство Республики Болгария в РФ (Москва, 2007), Галерея 25/17 (Пермь, 2011), НКЦ «Казань» (2011), Госсовет РТ (2012, Казань), Музей наивного искусства (Москва, 2013), Московский дом национальностей (совместно с И.Мусиным, Москва, 2015), Детская школа искусств, школа-интернат для одаренных детей (Богатые Сабы, РТ, 2016), Государственный музей изобразительных искусств РТ (Казань, 2018), Поволжское отделение РАХ и ТСХ РФ (Москва, 2018), Музей русского лубка и наивного искусства (Москва, 2018), Екатеринбургский музей изобразительных искусств (Екатеринбург, 2020—2021), Галерея современного искусства ГМИИ РТ (Казань, 2021), Галерея «Окно» (Казань, 2022), Национальная библиотека (Казань, 2022—2023), Музей современного искусства «Заман» (Уфа, 2023), Республиканский музей изобразительных искусств (Йошкар-Ола, Республика Марий Эл, 2023), Нижегородский государственный художественный музей (2024).